# 62 v. Chr.
Portal Geschichte | Portal Biografien | Aktuelle Ereignisse | Jahreskalender | Tagesartikel

◄ |
2. Jahrhundert v. Chr. |
1. Jahrhundert v. Chr. |
1. Jahrhundert |
►

◄ | 80er v. Chr. | 70er v. Chr. | 60er v. Chr. | 50er v. Chr. |
40er v. Chr. |
►

◄◄ | ◄ | 65 v. Chr. | 64 v. Chr. | 63 v. Chr. | 62 v. Chr. |
61 v. Chr. |
60 v. Chr. |
59 v. Chr. |
► |
►►
Staatsoberhäupter

## Ereignisse

### Politik und Gesellschaft
- Caesar wird Praetor.
- Januar: In der Schlacht bei Pistoria beendet der vom römischen Senat dazu beauftragte Feldherr Marcus Petreius die Verschwörung des Lucius Sergius Catilina. Catilina, der sich nach dem missglückten Versuch im Vorjahr, das System der römischen Republik umzustürzen, ist nach der Verhaftung seiner Mitverschwörer aus Rom geflohen und hat sich mit einer Armee in die Provinz Gallia Cisalpina zurückgezogen. Dorthin wird er von zwei Heeren des Senats verfolgt: von Quintus Caecilius Metellus Celer und von Gaius Antonius Hybrida. Hybrida verletzt sich kurz vor der Schlacht und übergibt deshalb den Oberbefehl an seinen Legaten Petreius. Catilina kommt bei der Niederlage seiner Truppen ums Leben.

### Kultur
- Der Pons Fabricius, heute die älteste noch im Ursprungszustand erhaltene Brücke in Rom, wird fertiggestellt.

### Gesellschaft
Der Bona-Dea-Skandal führt zur Scheidung Caesars von seiner zweiten Frau Pompeia, mit der er seit etwa fünf Jahren verheiratet ist: Während der Feier für Bona Dea im Dezember, bei der keine Männer zugelassen sind, dringt Publius Clodius Pulcher als Frau verkleidet in Caesars Haus ein, angeblich um seine Geliebte Pompeia zu treffen, wird aber entdeckt. Er wird wegen incestum vor Gericht gestellt, wo Cato die Anklage vertritt. Clodius entkommt der Verurteilung, indem er die Geschworenen besticht. Die belastenden Aussagen des Marcus Tullius Cicero tragen zur jahrelangen Fehde zwischen den beiden Männern bei. 

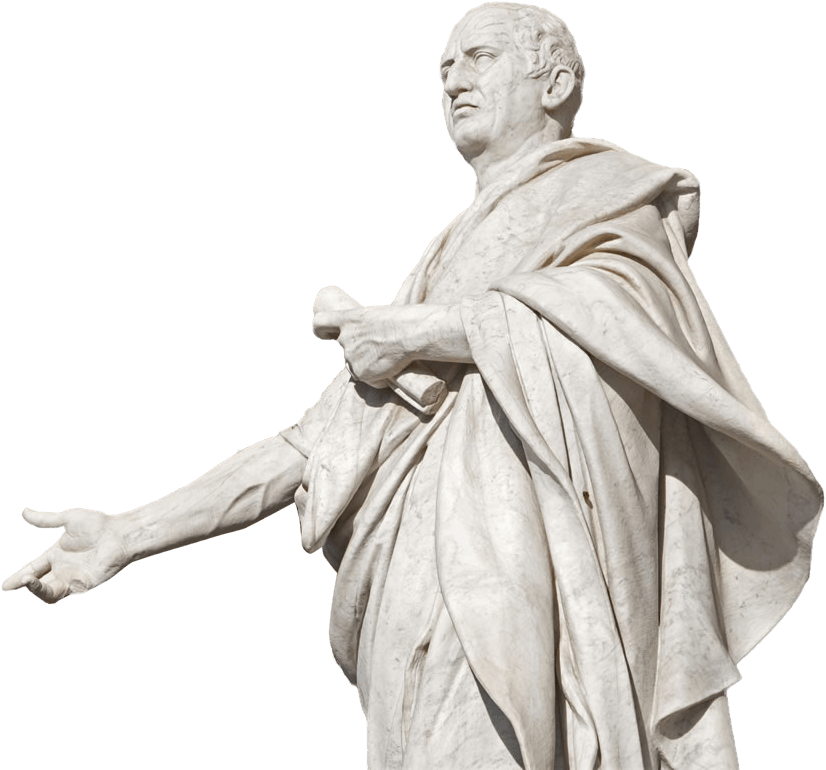
Büste Ciceros vor dem Justizpalast

Marcus Tullius Cicero hält die Verteidigungsrede Pro Archia für den Dichter Aulus Licinius Archias, der von einem gewissen Grattius, von dem nichts weiteres bekannt ist, aufgrund der lex Papia angeklagt wurde, welche bei Anmaßung des Bürgerrechts die Verbannung aus Rom vorsieht. Vermutlich wird Archias freigesprochen, da Cicero ihn später in einem Brief erwähnt und die Formulierung Archias’ Anwesenheit in Rom voraussetzt. 

## Gestorben
- Januar: Lucius Sergius Catilina, römischer Politiker und Verschwörer (* um 108 v. Chr.)
- Januar: Gaius Manlius, römischer Patrizier und Mitverschwörer Catilinas

- Quintus Roscius Gallus, römischer Schauspieler (* um 126 v. Chr.)